# Kavkaska Albanija
Albanija (latinski: Albānia, grčki: Ἀλβανία, Albanía, staro armenski Աղուանք Ałuankʿ (Aguank), partski: Ardhan,  srednjoperzijski: Arran; gruzijski: რანი, Rani); obično se naziva Kavkaska Albanija je naziv za povijesnu regiju u istočnom Kavkazu, koja je postojala na teritoriju današnjeg Azerbajdžana i djelomično u južnom Dagestanu.
Oko prvog stoljeća prije Krista i poslije Krista zemlje južno od Velikoga Kavkaza i sjeverno od Malog Kavkaza bile su podijeljene između Kolhida na zapadu, Kraljevstva Iberija u središtu te Kavkaske Albanije na istoku. Na jugozapadu je Armenija a na jugoistoku Atropatena.
U predislamsko vrijeme, Kavkaska Albanija/Arran obuhvaćala je šire područje od onoga poslije islama. Drevna Albanija prekrivala je cijelo istočno Transkavkazije, koje je uključivalo većinu teritorije današnjeg Azerbajdžana i dijela Dagestana. Međutim, u post islamskom razdoblju zemljopisni pojam Arran smanjen je na područje između rijeka Kure i Aras.
Glavni grad Kavkaske Albanije bio je Kabalak, u 5. stoljeću glavni grad premješten je u Partav.
Izvorno područje Albanije obuhvaćalo je oko 23.000 km².  Nakon 387. godine teritorij Kavkaske Albanije, koji se ponekad od strane znanstvenika naziva  "Velika Albanija" porasla je na oko 45.000 km².
Politeistička religija Albanije usmjeren je na obožavanje tri božanstva Sol, Zeusa i Luna. Kršćanstvo je rano počelo dolazit u Kavkasku Albaniju već tijekom 1. stoljeća. Prvu kršćansku crkvu u regiji dao je sagradio sv. Elizeja, učenik Tadeja od Edesse, na mjestu zvanom Gis. Ubrzo je Armenija usvojila kršćanstvo kao državnu religiju (301. godine), a kralj Albanije Urnayr otišao je primiti sakrament krštenje od Grgura Prosvjetitelja, prvog patrijarha Armenije. Pod islamski utjecaj Albanija pada nakon Islamskog osvajanja Perzije sredinom 7. stoljeća

## Vanjske poveznice
- O Kavkaskoj Albaniji
- Povijest Kavkaza  Arhivirana inačica izvorne stranice od 26. ožujka 2004. (Wayback Machine)